# Israelitische Kultusgemeinde Weiden

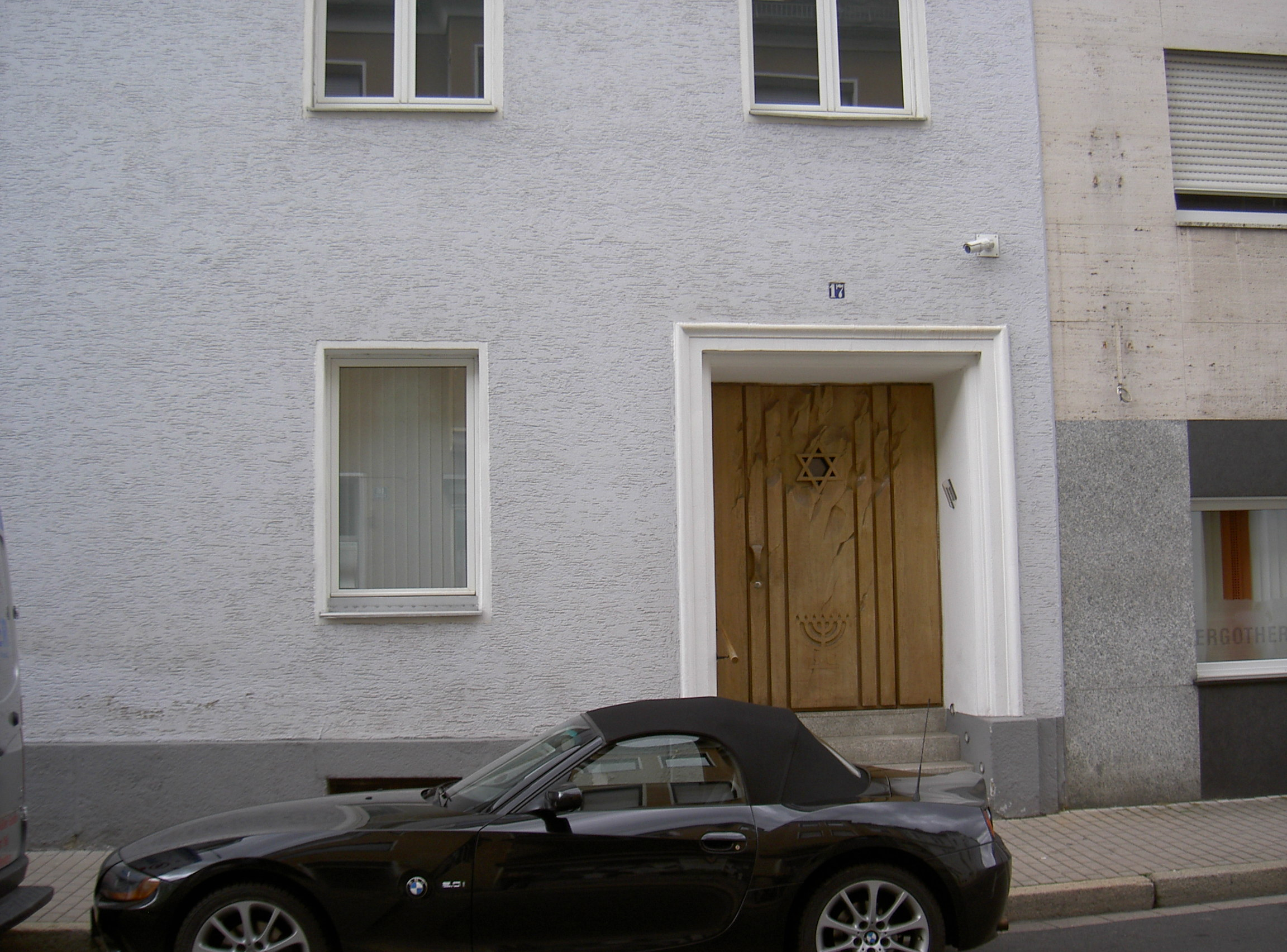
Synagoge Weiden

Die Israelitische Kultusgemeinde Weiden ist die jüdische Gemeinde von Weiden in der Oberpfalz. Sie zählt heute 187 Mitglieder (Stand 2021).
Ihre Synagoge befindet sich in der Ringstraße 17 in Weiden.

## Geschichte

### 14. bis 17. Jahrhundert
1359 wurde erstmals ein Jude in Weiden genannt.
1388 lebte eine jüdische Familie in Weiden.
Von 1465 bis 1489 gab es vier jüdische Familien in Weiden, die vom Geld- und Warenhandel lebten.
Es waren dies Isaac und Sohn Leb und Israel und Sohn jeweils mit Familie.
Jeder Jude in Weiden musste jährlich 10 Gulden Schutzgeld bezahlen.
Nach 1489 bis zum Dreißigjährigen Krieges wurden keine Juden in Weiden erwähnt.
Während des Dreißigjährigen Krieges zogen einzelne Juden nach Weiden.
Neun jüdische Familien mit insgesamt 40 Personen lebten von 1636 bis 1640 in der Stadt.
Allerdings stieß die Ansiedlung von Juden in Weiden auf starke Widerstände aus der christlichen Bevölkerung, besonders aus Kreisen der Handwerker und Kaufleute, die die Konkurrenz fürchteten.

### 19. Jahrhundert
Im 19. Jahrhundert verbesserte sich allmählich die Situation der Juden.
Sie erhielten mehr Rechte und größere Freiheiten besonders durch die Aufhebung des Matrikelparagraphen im Jahr 1861.
Nun zogen nach und nach immer mehr Juden aus den ländlichen Gegenden weg in die größeren Städte.
Seit 1863 erhielt Weiden einen Eisenbahnanschluss, was die wirtschaftlichen Möglichkeiten der Stadt stark verbesserte.
Die nun nach Weiden ziehenden Juden kamen teilweise aus dem nahe gelegenen Floß aber auch aus Unter- und Mittelfranken.
1867 gab es 5 Juden in Weiden, 1871 waren es 18 Juden und 1880 bereits 76 Juden.
Sie gehörten zunächst zur jüdischen Gemeinde Floß.
Seit 1886 gab es in Weiden eine israelitische Volksschule, zunächst als Privatschule und ab 1902 als Anstalt mit öffentlichem Charakter.
In ihr wurde Elementar- und Religionsunterricht erteilt.
Die jüdischen Elementarlehrer nahmen die religiösen Aufgaben in der Gemeinde wahr und fungierten zugleich als Kantor und Schächter.
Die Lehrer waren ab 1889 W. Hirnheimer und ab 1897 Emanuel Strauß.
1889 wurde in Weiden ein Synagogenverein gegründet.
In diesem Jahr wurde in der Ringstraße 17 nach Plänen des Weidener Architekten Peter Weiß eine Synagoge gebaut und eingeweiht.
Viele jüdische Einwohner Weidens waren im Immobiliengeschäft und im Handel mit Stoffen, Pech, Hopfen, Eisen-, Metallwaren, Tabak und Zigaretten, Wein, Leder, Schuhen, Holz, Kohlen, Häuten, Fellen und Glasprodukten tätig.
Besonders stark waren sie auch im Textilbereich und im Vieh- und Pferdehandel vertreten.
Es gab unter ihnen nur wenige Akademiker. Ein Arzt – Berthold Rebitzer – und einige Juristen, die aber nur kurze Zeit in Weiden blieben.
Im Unterschied zur durchschnittlichen nichtjüdischen Bevölkerung von Weiden gab es unter den jüdischen Bürgern nur sehr wenige Industriearbeiter.
Innerhalb der jüdischen Gemeinde kam es Anfang des 20. Jahrhunderts zu einem überdurchschnittlich starken Geburtenrückgang, einer Zunahme von Kleinfamilien, Alleinstehenden und über 60 Jahre alten Menschen.
Bereits 1893 bildete sich in Weiden ein aktiver antisemitischer Volksverein.
Zu dieser Zeit wurden die Juden als die Schuldigen angesehen für die Härten, die entstanden durch den Übergang von der landwirtschaftlich geprägten Gesellschaft zum Frühkapitalismus.
Der Neid auf den wirtschaftlichen Erfolg vieler Juden in dieser Zeit förderte den antisemitischen Hass.
1895 entstand eine selbständige Kultusgemeinde, die aber weiterhin dem Rabbinat Floß angehörte.
Eine Mikwe war in Weiden nicht vorhanden. Es wurde die Mikwe in Floß mitbenutzt.
1896, nach dem Tod des Floßer Rabbiners Israel Wittelshöfer, schloss sich die jüdische Gemeinde dem Rabbinat Bayreuth an.

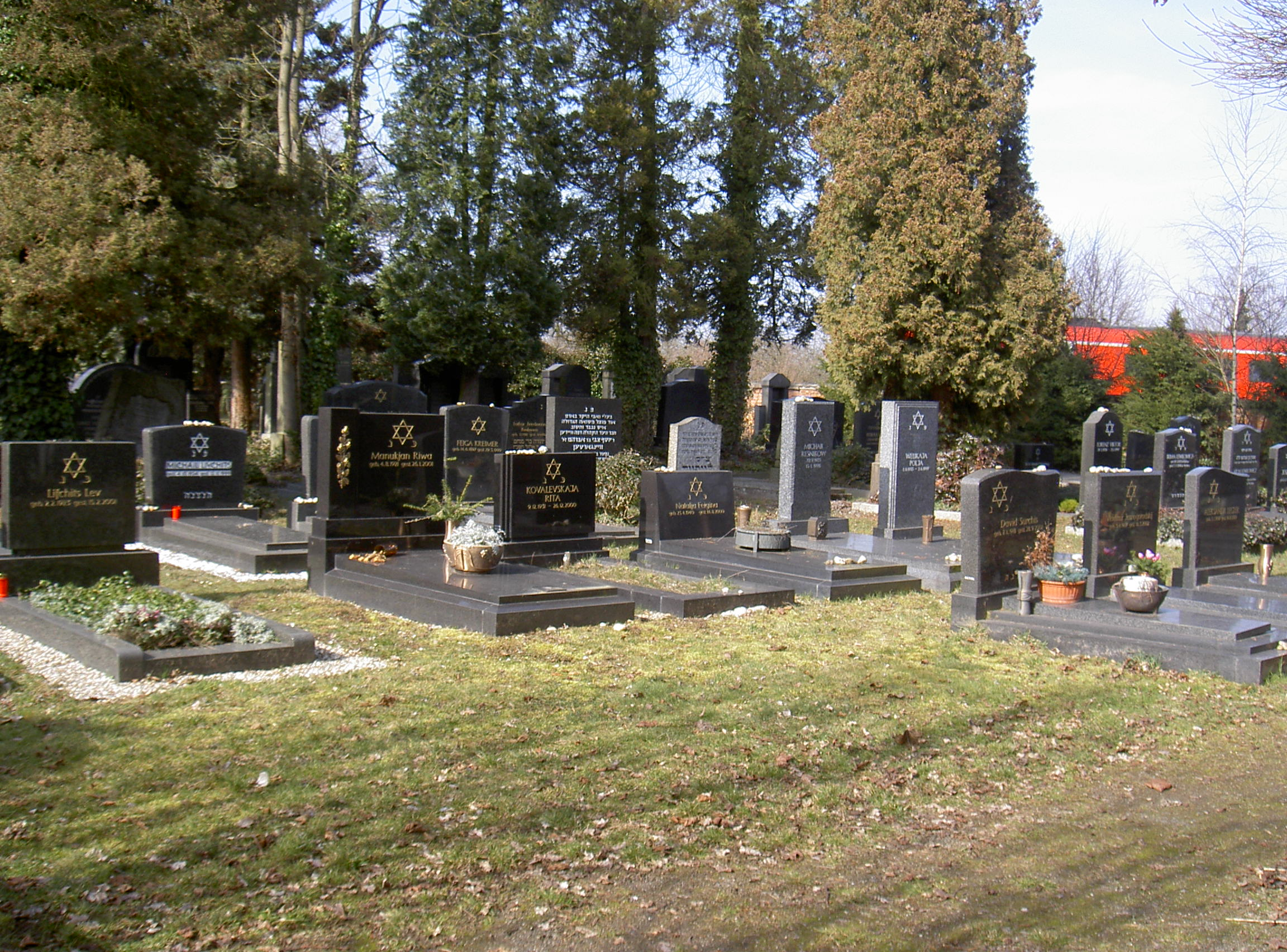
Weiden jüdischer Friedhof

### 20. Jahrhundert
Seit 1901 hatte die jüdische Gemeinde einen eigenen Friedhof in der heutigen Sperlingsstraße.
Vorher war der jüdische Friedhof in Floß mitbenutzt worden.
Innerhalb der jüdischen Gemeinde Weiden entstanden eine Vielzahl verschiedener Vereine.
1914 wurden erstmals zwei jüdische Bürger in das Gremium der Gemeindebevollmächtigten von Weiden gewählt.
Während des Ersten Weltkrieges kämpften Weidener Juden auf deutscher Seite.
Unter den Gefallenen war Paul Klein (geboren am 3. August 1893 in Nürnberg, gefallen am 28. März 1915), Angehöriger der jüdischen Gemeinde Weiden.
Bis 1954 stand sein Name auf dem Kriegerdenkmal in der Bahnhofstraße, welches aber 1955 durch ein neues Denkmal ohne namentliche Nennungen ersetzt wurde.
Die zweite antisemitische Welle in Weiden entstand nach dem Ersten Weltkrieg.
Nun wurden die Juden angesehen als Verursacher von Krieg und Revolution.
Die Weidener Antisemiten organisierten sich als Ortsgruppe des Deutschvölkischen Schutz- und Trutzbundes, später in der NSDAP und im Völkischen Block.
Ihre Aktivitäten umfassten Friedhofsschändungen, Propaganda, Verleumdungen, Belästigung und Beleidigung jüdischer Mitbürger.
Die jüdische Gemeinde Weiden trat dem 1920 gegründeten Verband Bayerischer Israelitischer Gemeinden bei.

#### 1933 bis 1945
Sofort nach der Machtergreifung durch die Nazis kam es in Weiden zu Ausschreitungen gegen die Juden. Mehrere Juden wurden schon Anfang 1933 in das KZ Dachau verschleppt, teilweise für mehrere Jahre. Am 1. April 1933 wurden die jüdischen Geschäfte in Weiden boykottiert. SA-Leute überwachten vor den Geschäften die Einhaltung des Boykotts.
Durch die Verfolgung der Juden gewann der Zionismus an Einfluss. Eine Ortsgruppe des „Bundes deutsch-jüdischer Jugend“ bestand in Weiden seit 1933. 1935 ging diese in den „Zionistischen Jugendbund Habonim, Ortsgruppe Weiden“ über. Die Jüdische Gemeinde Weiden wurde in die Reichsvertretung der Deutschen Juden eingegliedert und verlor ihre Selbständigkeit.
Beim Pogrom am 9. November 1938 wurden jüdische Geschäfte und Wohnungen verwüstet. Ungefähr 40 Juden wurden zum Rathaus geschleppt und dort brutal misshandelt. 23 jüdische Männer wurden in das Landgerichtsgefängnis eingeliefert und von dort in das KZ Dachau verschleppt. Dort wurde schon am 15. November 1938 der Weidener Kaufmann Hermann Fuld von der SS ermordet. Das Innere der Synagoge in der Ringstraße wurde zerstört, aber die Synagoge wurde nicht angezündet, da der Weidener Bürgermeister das Übergreifen der Flammen auf die Nachbarhäuser befürchtete.
Seit 1933 gaben immer mehr jüdische Geschäftsleute ihre Geschäfte in Weiden auf. 1938 wurden alle noch bestehenden jüdischen Geschäfte und Firmen in Weiden enteignet.
140 Juden emigrierten, davon:
- 20 nach England
- 17 in die USA
- 14 nach Palästina
- 11 in die Tschechoslowakei
- 7 nach Ostafrika
- 5 nach Argentinien
- 4 nach Kuba
- einzelne in andere Länder
- 53 in andere deutsche Städte: München, Berlin, Frankfurt am Main, Nürnberg, Regensburg[2]

Nur einer mit einem nichtjüdischen Mann verheirateten jüdischen Frau aus Weiden gelang es unterzutauchen, sich zu verstecken und so zu überleben.
1939 gab es nur noch 16 Juden in Weiden.
Sie wurden in zwei Häuser zusammengelegt.
Eines dieser Häuser war das zu diesem Zweck umgebaute Taharahaus der jüdischen Gemeinde.
Von 1939 bis 1942 mussten diese 16 Juden schwere körperliche Arbeit im Stadtgut Merklmooslohe verrichten.
1942 wurden alle in Weiden verbliebenen Juden in das Zwangsarbeitslager Trawniki und in das KZ Theresienstadt deportiert und dort ermordet.
Insgesamt sind 44 von den Nazis ermordete Weidener Juden namentlich bekannt.

#### Seit 1945
Nach Kriegsende kamen viele jüdische Flüchtlinge aus Osteuropa nach Weiden.
In Polen kam es zu verstärktem Antisemitismus und Pogromen.
Die polnische nichtjüdische Bevölkerung hatte sich während der Nazizeit den Besitz der polnischen Juden angeeignet und fürchtete nun, ihn wieder herausgeben zu müssen.
Auf den Todesmärschen von Flossenbürg und seinen Außenlagern nach Dachau wurde von den Alliierten eine größere Zahl jüdischer Häftlinge befreit, von denen ebenfalls viele nach Weiden kamen.
Im Sommer 1945 waren zeitweise bis zu 1000 jüdische Überlebende in Weiden.
Schon im März 1946 wurde in Weiden im Keller einer Volksschule eine Mikwe eingerichtet.
Ende 1946 gab es in Weiden zwei Rabbiner, einen Synagogendiener, einen Mohel, mehrere Betstuben, eine Thora-Talmud-Schule, mehrere koschere Metzgereien und einen Kibbuz, wo sich Juden auf das Leben in Palästina vorbereiteten.
Erst 1948 gelang es mit Hilfe der Jewish Restitution Successor Organization (abgekürzt: JRSO) die ehemalige Synagoge wieder als solche zu nutzen.
Sie hatte zwischenzeitlich als Lagerraum einer Zuckerfabrik gedient.
Es wurden schließlich 2 von den früher 8 Thorarollen und einiges Ritualsilber zurückgegeben.
Die jüdische Gemeinde Weiden wurde offiziell 1953 neu gegründet.
Sie nannte sich nun „Israelitische Kultusgemeinde Weiden“ und ist Mitglied des Landesverbandes der Israelitischen Kultusgemeinden in Bayern.
1970 wurde eine Mikwe im Gemeindehaus eingerichtet.
In den 1990er Jahren benannte sich die „Israelitische Kultusgemeinde Weiden“ in „Jüdische Gemeinde Weiden“ um.
Durch Auswanderung der Gemeindemitglieder nach Israel und in die USA nahm die Größe der Gemeinde stetig ab.
Schließlich hatte die Gemeinde 1990 nur noch 36 Mitglieder, die fast alle schon über 60 Jahre alt waren.
Man begann schon sich mit dem Gedanken der Selbstauflösung der Gemeinde vertraut zu machen, als ab 1994 der Zuzug von Juden aus den GUS-Staaten in Gang kam.
Für fast 2000 Menschen war die jüdische Gemeinde Weiden Durchgangsstation in andere Städte.
Aber fast 300 Juden blieben in Weiden und Umgebung.
Immer wieder kam es auch nach dem Krieg bis in die heutige Zeit hinein in Weiden zu antisemitischen Ausschreitungen.
1991 wurde der Jüdische Friedhof geschändet, das Holocaust-Denkmal in der Weidener Innenstadt wurde mehrfach in den Jahren 2000 und 2002 geschändet, in die Synagoge und in das Geschäft der jüdischen Familie Brenner wurden im Jahr 2002 Steine geworfen.

## Anzahl der jüdischen Einwohner in Weiden
| Jahr | Anzahl Personen | in % der Gesamteinwohnerschaft |
| ---- | --------------- | ------------------------------ |
| 1867 | 5 Personen      | 0,1 %                          |
| 1871 | 18 Personen     | 0,5 %                          |
| 1880 | 76 Personen     | 1,6 %                          |
| 1890 | 101 Personen    | 1,7 %                          |
| 1900 | 124 Personen    | 1,2 %                          |
| 1910 | 156 Personen    | 1 %                            |
| 1924 | 150 Personen    | 0,7 %                          |
| 1933 | 168 Personen    | 0,8 %                          |
| 1939 | 16 Personen     |                                |
| 1942 | 3 Personen      |                                |
| 1943 | 0 Personen      |                                |
| 1946 | 643 Personen    |                                |
| 1950 | 66 Personen     |                                |
| 1976 | 59 Personen     |                                |
| 1990 | 36 Personen     |                                |
| 2014 | 257 Personen    | 0,6 %                          |

## Rabbiner, Kantoren, Vorbeter in Weiden
- 1924 bis 1939 Lehrer und Kantor Emanuel Strauß
- um 1970 bis um 1980 Rabbiner Julius Klieger
- 1984 bis 1992 Kantor Baruch Grabowski
- 1992 bis 1998 Lehrer und Vorbeter Marcus Schroll
- 1998 bis 2002 Rabbiner Michael Leipziger[2]
- 2002 bis 2006 Rabbinerin Gesa Schira Ederberg (* 1968 in Tübingen)[7][8]
- 2007 bis 2014 Rabbiner Daniel Katz (* 1960 in New York)[9][10]

## Bedeutende Mitglieder der jüdischen Gemeinde Weiden
- Michael Brenner (* 4. Januar 1964 in Weiden), deutscher Historiker